# Eddie Dekel
Eddie Dekel (auch: Eddie Dekel-Tabak; geboren am 28. September 1958 in New York City) ist ein amerikanischer Ökonom. Er ist Professor für Wirtschaftswissenschaft an der Northwestern University und der Universität Tel Aviv. Zu seinen Forschungsschwerpunkten zählen Spiel- und Entscheidungstheorie.

## Werdegang
Eddie Dekel, der in New York geboren wurde, studierte ab 1978 Wirtschaftswissenschaften und Statistik an der Universität Tel Aviv und schloss sein Studium dort 1981 mit einem Bachelor of Arts ab. In der Folge kehrte er in die Vereinigten Staaten zurück und studierte an der Harvard University weitere vier Jahre Ökonomie, sodass er 1986 seinen Ph.D. erhielt. Nach erfolgter Promotion wechselte Dekel an die University of California, Los Angeles (UCLA), an der er von 1988 bis 1993 als Assistenzprofessor tätig war. 1990 wurde er Forschungsstipendiat der Alfred P. Sloan Foundation (Sloan Research Fellow). Im Juli 1993 erhielt er eine volle Professoren-Stelle, verließ die UCLA allerdings bereits zwei Monate später, als er im September 1993 dem Ruf auf eine Professur an der Northwestern University in Illinois folgte. Diese Position hat Dekel bis heute inne, wobei er seit 1997 auch eine Professur an der Universität Tel Aviv in Israel bekleidet und semesterweise zwischen beiden Hochschulen wechselt.

## Wissenschaftliches Schaffen
Dekel befasst sich hauptsächlich mit Teilgebieten der Mikroökonomie, der Spiel- und Entscheidungstheorie, insbesondere mit der Mechanismus-Design-Theorie. Zudem verfasste er Beiträge im Bereich der Neuen Politischen Ökonomie, beispielsweise zum Wahlverhalten und zum Stimmenkauf. Ferner war er als Herausgeber der Econometrica tätig, einer der führenden wirtschaftswissenschaftlichen Fachzeitschriften.
Bisher veröffentlichte Dekel über 40 wissenschaftliche Fachbeiträge.

## Ehrungen
Seit 1998 ist Dekel Mitglied der Econometric Society und steht dieser im Jahre 2016 als Präsident vor. Zudem ist er Gründungsmitglied der 1999 ins Leben gerufenen Game Theory Society und wurde darüber hinaus im Jahre 2008 in die American Academy of Arts and Sciences gewählt.